# Eucera elongatula
Eucera elongatula är en biart som beskrevs av Joseph Vachal 1907. Eucera elongatula ingår i släktet långhornsbin, och familjen långtungebin. Inga underarter finns listade i Catalogue of Life.